# Крушение в Пералии
26 декабря 2004 года близ деревни Пералия в Южной провинции Шри-Ланки произошла крупнейшая в мировой истории железнодорожная катастрофа, в которой, по разным оценкам, погибли от 1700 до 2000 человек. В результате землетрясения в Индийском океане, эпицентр которого находится на расстоянии не менее 1600 км, образовались гигантские волны цунами, которые, дойдя до Шри-Ланки, накрыли прибрежную железнодорожную линию и уничтожили проезжавший в это время переполненный пассажирский поезд.

## Хронология
Пассажирский поезд «Queen of the Sea Line» (Королева береговой линии), также известный как Экспресс № 50 (номер на дороге — 8050), совершал регулярные поездки между городами Вавуния, что на севере острова, и Матара, что в южной части. Наиболее важные остановки поезд делал в столичном Коломбо и прибрежном Галле. Значительную часть пути между ними поезд ехал вдоль побережья на расстоянии не более 200 метров от моря и был весьма популярен среди туристов. 26 декабря людей в поезде находилось гораздо больше обычного, так как были рождественские праздники и буддийский праздник полной Луны. В связи с этим в этот день локомотивом поезда «Samudra Devi» был тепловоз M2-591 «Manitoba» вместо стандартного менее мощного локомотива типа M7. В 7:30 поезд отправился из Коломбо в сторону Галле. В его вагонах ехали около 1500 пассажиров, а на дальнейших остановках подсело большое количество безбилетников.

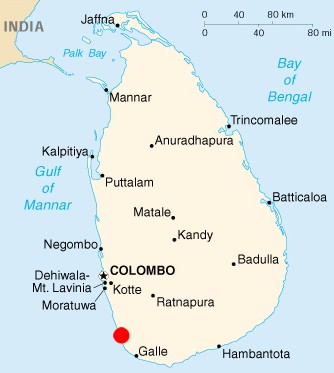
Место катастрофы

В 9:20 по местному времени поезд без остановки проследовал деревню Кахава, когда в 4,6 километра после неё машинист Янака Фернандо увидел, что впереди расположенный светофор № 581 стал сигнализировать жёлтым огнём, а расположенный следом за ним светофор № 582 — красным. Вскоре «Samudra Devi» остановился на открытой местности близ деревни Пералия в 20 километрах от Галле и всего в 170 метрах от кромки моря. Никто из находящихся в поезде пассажиров и проводников не знал о произошедшем за 2 с половиной часа до этого сильном землетрясении близ Суматры и о порождённых им огромных цунами.

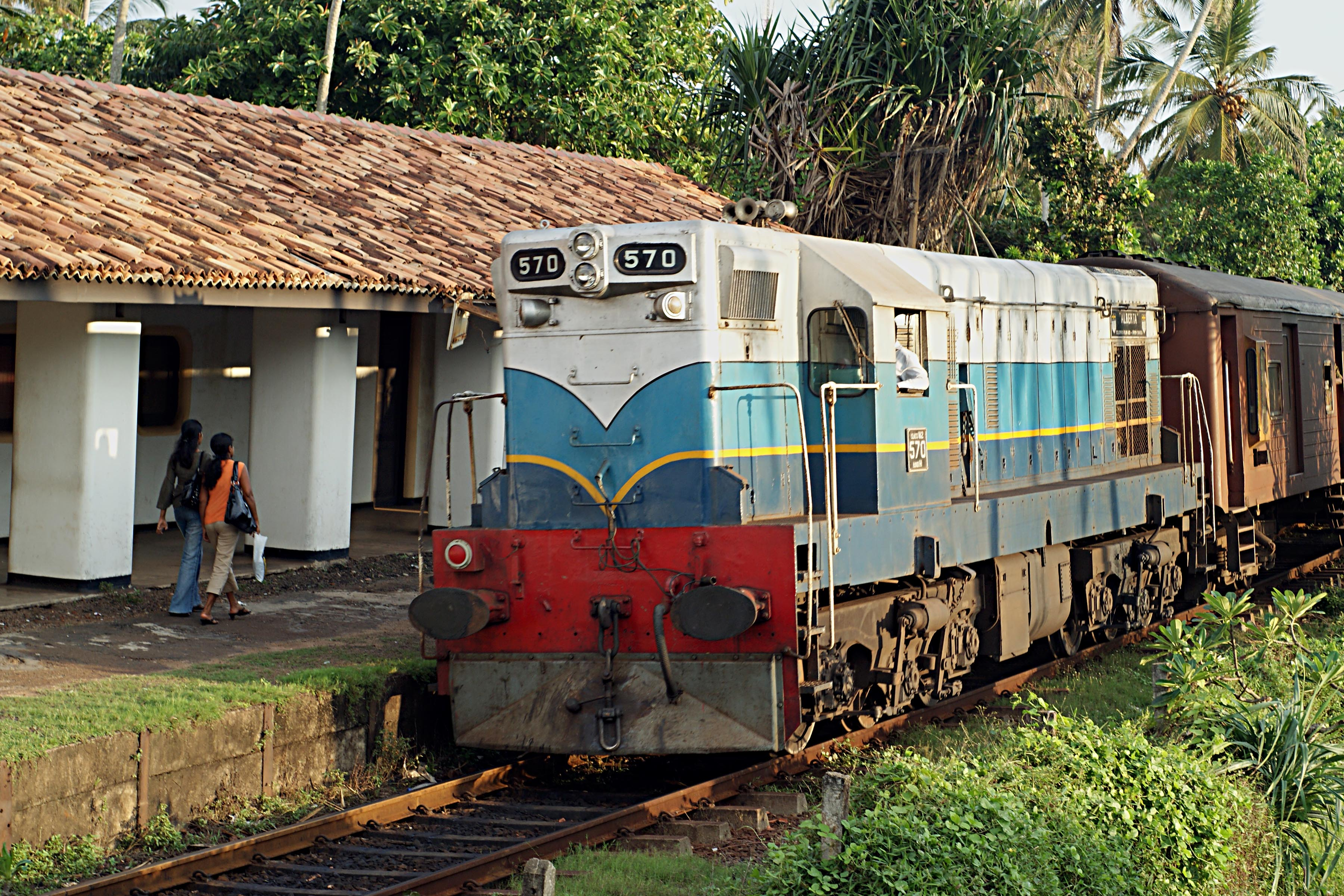
Поезд, ведомый тепловозом М2

С момента остановки поезда прошло всего две с небольшим минуты, когда в 9:30 на побережье обрушилась первая волна высотой по разным оценкам от 7,5 до 9 метров, то есть на 2—3 метра выше поезда. Волна ударила в его правую, по ходу движения, сторону и отбросила второй вагон на расстояние 10 метров от путей, но он остался в вертикальном положении. Вода в вагонах резко поднялась на 1 метр, что вызвало панику среди пассажиров и некоторые из них стали закрывать окна, а многие вылезли на крыши вагонов. Проводники быстро среагировали в данной ситуации и стали помогать пассажирам из второго вагона перебраться в уцелевшие вагоны. Также прибежали многие местные жители, которые надеялись найти в поезде спасение от воды. Машинист Янака Фернандо, который считался одним из лучших на дороге, по просьбе поездной бригады принял решение о сцепке оставшихся восьми вагонов и уводе поезда в безопасное место. Через 15 минут обрушилась вторая волна. Пройдя без задержек по уже очищенному после первой волны побережью, волна высотой 6—7 метров с огромной силой ударила в состав и разорвала его. Из-за давки пассажиры не смогли открыть двери и выбраться из вагонов, которые теперь, кружась в водовороте, превратились в смертельную ловушку. Волна забрасывала 30-тонные вагоны на сотню метров от путей через джунгли, и даже 80-тонный тепловоз был откинут на 30—50 метров. 2 вагона оказались смыты в океан.

## Спасательная операция
Официально из-за огромного масштаба катастрофы, вызванной цунами, власти были не способны сразу справиться с ситуацией, а аварийно-поисковые службы были чрезмерно напряжены, поэтому о незамедлительной помощи не шло и речи. Но фактически власти Шри-Ланки несколько часов даже не знали, где находится пассажирский поезд, пока его не заметили с воздуха. Первыми на место катастрофы прибыли сотрудники полицейского участка соседнего района во главе с начальником Аюпала. Им пришлось разбирать обломки вручную, в результате чего первая помощь оказалась малоэффективна. Причиной этого было то, что основным путём к месту происшествия был повреждённый железнодорожный путь, тогда как все мосты и крупные дороги оказались разрушены. Из-за этого первый экскаватор смог прибыть к месту лишь на третий день. До 13:10 с помощью грузовиков, мотоциклов и моторикшей были вывезены около 100 тел в расположенную в 20 километрах больницу. Общая продолжительность спасательной операции и восстановление железнодорожной линии составили несколько недель.

### Число погибших
Точное число погибших в катастрофе неизвестно и вряд ли когда-либо будет определено, так как неизвестно, сколько именно людей ехало в поезде. Известно лишь, что в Коломбо сели 1500 пассажиров, но на промежуточных остановках подсаживались ещё люди, которые ехали без билетов. По приблизительным оценкам, в поезде ехали около 1900 человек, из которых выжили лишь около 150. Таким образом, в катастрофе погибло более 1000 человек, чаще всего называют цифру в 1700, а иногда до 2000 погибших, что вдвое превышает количество жертв в крупнейшей железнодорожной катастрофе XX века. Большинство жертв захлебнулись в воде, а часть погибли от переломов и ранений, полученных в закрученных в водовороте вагонах. Немало людей попытались спрятаться от второй волны за вагонами и попали в ловушку, когда те опрокинулись. Помимо местных жителей, среди погибших оказались и туристы из Великобритании, Швеции и Израиля. Также неизвестно число людей, оказавшихся в двух смытых вагонах.
Идентификация большинства погибших была невозможна, так как тела в большинстве не были найдены либо были значительно повреждены и распухли из-за длительного нахождения в воде. Часто тела опознавали по имевшимся при них удостоверениям личности, а зачастую и по клочкам одежды, открыткам и личным вещам.